# Джейн (певица)
Жан Луиз Галис (на френски: Jeanne Louise Galice), по-известна просто като Джейн, е френска певица.

## Детство
Родена е на 7 февруари 1992 г. в Тулуза. На 9-годишна възраст започва да пътува по света заедно с баща си. Три години живее в Дубай, където започва да се занимава с арабски перкусии. След това живее 4 години в Конго и усвоява барабаните. Там се появява интереса ѝ към танцувални и екзотични мелодии. На 18 се завръща в Париж и записва арт курсове.

## Музикална кариера
През септември 2015 г. представя обложката на дебютния си албум „Zanaka“. Той включва 10 песни, сред които синглите „Come“ и „Makeba“. През декември 2018 г. албумът достига платинен статус във Франция за продадени 50 хиляди копия. „Makeba“ e номинирана за Грами за най-добър видеоклип през 2017 г.
През август 2017 г. участва на музикалния фестивал Лолапалуза.
Вторият ѝ албум „Soldier“ излиза през август 2018 г.
През април 2019 г. участва на фестивала Коучела.

## Дискография

### Албуми
| Година | Албум    | Място | Място    | Място    | Място | Място | Място | Място | Продажби                                                            | Статус                                |
| Година | Албум    | ФРА   | БЕЛ (WA) | БЕЛ (FL) | CAN   | ИТА   | ИСП   | ШВЕ   | Продажби                                                            | Статус                                |
| ------ | -------- | ----- | -------- | -------- | ----- | ----- | ----- | ----- | ------------------------------------------------------------------- | ------------------------------------- |
| 2015   | Zanaka   | 5     | 4        | 95       | 51    | 74    | 68    | 17    | - Световен мащаб: 1,217,000+ - Франция: 500,000 - Швейцария: 10,000 | - СНЕП: Диамантен - Швейцария: Златен |
| 2018   | Souldier | 1     | 3        | 152      | —     | —     | —     | 2     | - Световен мащаб: 208,000+ - Франция: 150,000                       | - СНЕП: Платинен                      |

### Сингли
| Година | Заглавие   | Място | Място    | Място    | Място | Място | Място | Място | Продажби                                                                       | Статус                                                           | Албум    |
| Година | Заглавие   | ФРА   | БЕЛ (WA) | БЕЛ (FL) | ИТА   | ПОЛ   | ИСП   | ШВЕ   | Продажби                                                                       | Статус                                                           | Албум    |
| ------ | ---------- | ----- | -------- | -------- | ----- | ----- | ----- | ----- | ------------------------------------------------------------------------------ | ---------------------------------------------------------------- | -------- |
| 2015   | „Come“     | 1     | 5        | 95       | 20    | 8     | 1     | 75    | - Франция: 250,000 - Италия: 100,000 - Канада: 40,000 - Полша: 20,000          | - СНЕП: Diamond - ФИМИ: 2× Платинен - POL: Платинен - MC: Златен | Zanaka   |
| 2016   | „Makeba“   | 7     | 27       | —        | —     | —     | —     | —     | - Световен мащаб: 870,000+ - Франция: 75,000 - Канада: 40,000 - Италия: 25,000 | - СНЕП: Златен - МС: Златен - ФИМИ: Златен                       | Zanaka   |
| 2017   | „Dynabeat“ | 98    | 57       | —        | —     | —     | —     | —     |                                                                                |                                                                  | Zanaka   |
| 2018   | „Alright“  | 6     | 2        | 64       | —     | —     | —     | 38    | - Световен мащаб: 525,000 - Франция: 333,333                                   | - СНЕП: Диамантен                                                | Souldier |
| 2018   | „Oh Man“   | 23    | 9        | —        | —     | —     | —     | —     | - Франция: 200,000                                                             | - СНЕП: Платинен                                                 | Souldier |
| 2019   | „Gloria“   | —     | 93       | —        | —     | —     | —     | —     |                                                                                |                                                                  |          |